# Annona liebmanniana
Annona liebmanniana este o specie de plante angiosperme din genul Annona, familia Annonaceae, descrisă de Henri Ernest Baillon. Conform Catalogue of Life specia Annona liebmanniana nu are subspecii cunoscute.